# Nissan Note
De Nissan Note is een automodel van het merk Nissan. Het betreft hier een zogenaamde mini-MPV, maar de wagen positioneert zich tussen het zogenaamde B-segment en C-segment.

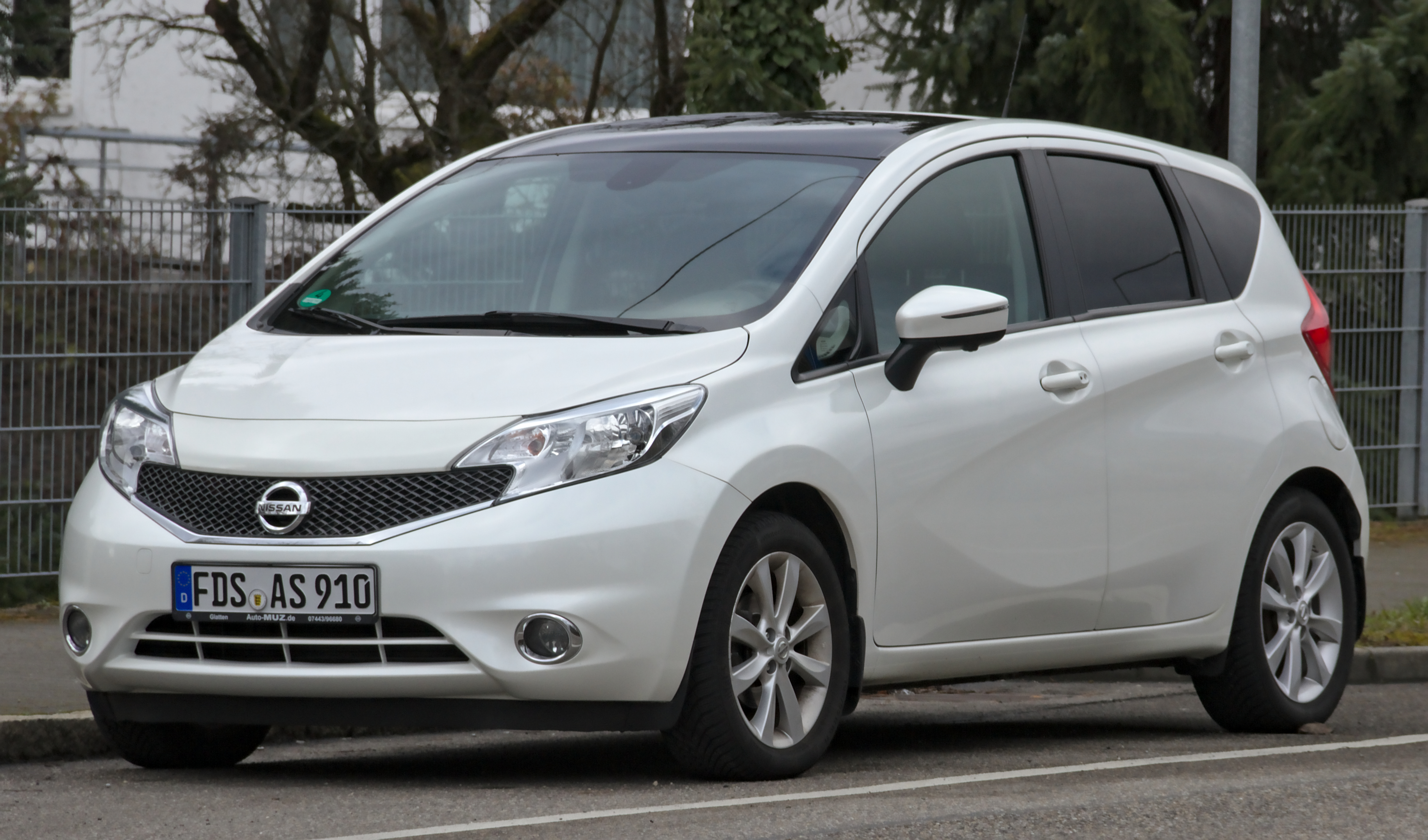
Nissan Note E12 (2013)

De auto werd in april 2005 geïntroduceerd in België en is verkrijgbaar met benzine- (1,4 l en 1,6 l) en dieselmotoren (twee 1,5l-varianten). De auto werd ontwikkeld op basis van het prototype Tone dat in 2004 op het Autosalon van Parijs voorgesteld werd.
De tweede versie verscheen tussen 2012-2020.
Huidige modellen Europa:
370Z ·
Ariya ·
Cabstar ·
Cube ·
GT-R ·
Interstar ·
Juke ·
Leaf ·
Micra ·
Murano ·
Navara ·
Note ·
NV200 ·
NV300 ·
NV400 ·
Pathfinder ·
Primastar ·
Qashqai ·
Townstar ·
X-Trail

Huidige modellen internationaal:
Altima ·
Armada ·
Bluebird ·
Caravan ·
Elgrand ·
Fuga ·
Maxima ·
NV ·
Patrol ·
Rogue ·
Sentra ·
Serena ·
Skyline ·
Skyline ·
Skyline Crossover ·
Sunny ·
Teana ·
Tiida ·
Titan ·
Xterra

Concepten:
Forum ·
Jikoo ·
Pivo ·
Urge

Uit productie:
100NX ·
200SX ·
300ZX ·
350Z ·
Almera ·
Almera Tino ·
Bluebird ·
Cedric ·
Cherry ·
Cima ·
Gloria ·
Kubistar ·
Laurel ·
Pixo ·
Prairie ·
Primera ·
Pulsar ·
Silvia ·
Stanza ·
Terrano ·
Vanette